# Menara Landmark
La Menara Landmark  est un gratte-ciel de 161 mètres de hauteur construit de 1995 à 1998 à Johor Bahru dans le sud de la Malaisie.
Il abrite des bureaux sur 35 étages, desservis par 9 ascenseurs.